# Echelon (Ouddorp)
Echelon Ouddorp of Marinezendstation Goeree is een zendstation uit 1949, in eigendom van de Koninklijke Marine. Het ondergrondse zendstation met een zeer uitgebreid bovengronds antennepark is gelegen in de Westduinen, een natuurgebied ten westen van het dorp Ouddorp op het eiland Goeree-Overflakkee, in de Nederlandse provincie Zuid-Holland. Het grondgebied van de Westduinen, dat in beheer is bij het Zuid-Hollands Landschap, komt vrijwel overeen met het grondgebied in gebruik bij het zendstation.
Volgens informatie vrijgekomen na de val van de Berlijnse Muur, was het Echelon Ouddorp een van de eerste doelen die tijdens een aanval op West-Europa vernietigd moesten worden. Het zendstation maakt zeer waarschijnlijk deel uit van het spionage-netwerk ECHELON. Helemaal zeker is dit niet, omdat er weinig informatie beschikbaar wordt gesteld. Het complex is beveiligd met gepantserde deuren en wordt 24 uur per dag bemand.
Het gebied, een open duinterrein (in de volksmond ook wel hobbelwei genoemd) heeft een oppervlakte van 160 ha. en ligt aan de Oudelandseweg, Westduinweg, Langedijk en Klepperweg. In het noorden wordt het duinterrein doorsneden door de Klarebeekweg, die als toegangsweg dient voor het zendstation. Gedurende de Tweede Wereldoorlog werd op dit terrein een schijnvliegveld aangelegd. De oude startbaan is nog altijd in het terrein herkenbaar.
Sinds het ontstaan van dit gebied in de vroege middeleeuwen (ca. 600 na Chr.) is het (behalve voor beweiding) nooit door de mens in gebruik geweest en vrijwel onveranderd gebleven. Dit maakt het voor Nederland een uniek natuurgebied. Pas omstreeks 1100 ontstonden de jongere buitenduinen als een nieuwe duinboog op enige afstand ten noordwesten van de binnenduinen. De vlakte tussen de Middelduinen en de Westduinen is het eerst ingepolderd met de indijking van de polder Oudeland van Diependorst. Zo ontstond het eiland Westvoorn. Tot in onze dagen worden door bewoners van Goeree de relatief vlakke binnenduinen aangeduid als geschapen land, in tegenstelling tot de omliggende polders. Het hoogste punt van het gebied; Het Bergje, was voor de Tweede Wereldoorlog een bekend uitzichtpunt over de toen nog ongerepte omgeving. Vroeger eindigde hier de weg en (gevoelsmatig) de beschaving. Het Bergje is in de jaren 50 deels vergraven en opgenomen in een bungalowpark en door de bouw van het zendstation is de ongereptheid van de omgeving grotendeels verloren gegaan.